# Bách Lý Hề
Bách Lý Hề hay Bá Lý Hề (tiếng Trung: 百里奚; bính âm: Bǎilǐ Xī, ?-?), còn được gọi là Ngũ Cổ đại phu (五羖大夫) là một chính trị gia nổi tiếng, tướng quốc (tể tướng) của nước Tần thời Xuân Thu trong lịch sử Trung Quốc.

## Lưu vong các nước
Không rõ năm sinh và năm mất của Bách Lý Hề. Một số tài liệu cổ cho rằng gia tộc Bách Lý của ông xuất phát từ vùng Đông bắc di cư về Uyển ấp của nước Sở. Một số tài liệu khác chép ông là người nước Ngu.
Bách Lý Hề đã được sinh ra trong thời kỳ Xuân Thu, thời kỳ có sự hỗn loạn nội bộ lớn ở Trung Quốc. Mặc dù tài năng, ông xuất thân từ một gia đình rất nghèo và không thể thi thố tiềm năng của mình cho đến thời gian ông ở độ tuổi 30. Sau nhiều lời động viên từ người vợ của mình, ông rời nhà để tìm kiếm cơ hội thuận lợi hơn và hy vọng thúc đẩy tham vọng sự nghiệp của mình.
Theo sử ký Tư Mã Thiên, quyển 5, Tần bản kỉ, Bách Lý Hề có lúc ở nước Tề muốn theo Công Tôn Vô Tri. Lúc đó, chính quyền nước Tề tham nhũng và ông không có tiền để hối lộ các quan chức. Chẳng bao lâu, ông đã sử dụng hết tất cả tiền bạc của mình và buộc phải ăn xin trên đường phố. Ông quen người bạn mới là Kiển Thúc (蹇叔), Bách Lý Hề nghe theo lời can ngăn của Kiển Thúc và thoát nạn (do sau này Vô Tri lại bị người nước Tề giết). Sau đó ông sang nhà Chu, định theo giúp Vương Tử Đồi, cũng bị Kiển Thúc can ngăn, Bách Lý Hề cũng nghe theo. Quả nhiên sau này Tử Đồi làm loạn và bị giết, Bách Lý Hề do không theo Tử Đồi nên thoát nạn.
Sau đó Bách Lý Hề sang nước Ngu định làm đại phu. Kiển Thúc lại can gián nhưng lần này ông không đồng ý. Sau đó, năm 655 TCN, Tấn Hiến công đem quân diệt nước Ngu. Bách Lý Hề bị quân nước Tấn bắt đem về. Tấn Hiến công sai ông làm người hầu con gái mình là Mục Doanh.

## Về Tần làm thượng khanh
Cùng năm 655 TCN, Tần Mục công sang nước Tấn, hỏi cưới Mục Doanh làm phu nhân. Bách Lý Hề cũng theo Mục Doanh về nước Tần.
Giữa đường, Bách Lý Hề bỏ trốn sang đất Uyển, bị dân biên giới nước Sở bắt được và giam giữ. Tần Mục công nghe Bách Lý Hề là người hiền tài, bèn sai người sang chuộc về nước, nhưng sợ người nước Sở biết ông là người giỏi mà không cho chuộc, nên chỉ dùng năm tấm da dê để chuộc. Người nước Sở bằng lòng cho chuộc. Bách Lý Hề được về nước Tần. Năm đó ông đã hơn 70 tuổi.
Tần Mục công đích thân ra đón Bách Lý Hề, lập tức phóng thích ông, và cùng bàn quốc sự suốt ba ngày. Sau đó, vua Tần phong ông làm Thượng khanh, cai quản quốc chính, gọi là Ngũ Cổ đại phu (Ngũ Cổ tức là năm tấm da dê). Bách Lý Hề lại tiến cử Kiển Thúc với Tần Mục công, tự nhận mình không sánh được với Kiển Thúc. Tần Mục công bèn đi nghênh tiếp Kiển Thúc về Tần, phong làm Thượng đại phu.
Tấn Hiến công ép chết thế tử Thân Sinh và đuổi hai người con khác là Trùng Nhĩ và Di Ngô ra nước ngoài, lập con nhỏ là Hề Tề làm thế tử. Năm 651 TCN, Tấn Hiến công qua đời, nước Tấn lại sinh loạn, Hề Tề bị giết chết. Di Ngô ở nước Lương cầu xin Tần Mục công giúp mình, hứa sau khi lên ngôi sẽ dâng năm thành Hà Tây cho Tần. Tần Mục công bèn sai Bách Lý Hề đưa Di Ngô về Tấn, lập làm vua tức Tấn Huệ công.
Tuy nhiên sau khi Tấn Huệ công lên ngôi lại không chịu dâng nộp Hà Tây. Đến năm 647 TCN, nước Tấn bị mất mùa, phải sai sứ sang Tần xin bán thóc. Bách Lý Hề lại khuyên Tần Mục công giúp thóc vì vua Tần chỉ ghét vua Tấn, nhưng dân nước Tấn không có lỗi. Tần Mục công nghe theo, chuyển thóc từ đất Ung (kinh đô nước Tần) đến Giáng đô bán cho nước Tấn.
Năm 628 TCN, Tấn Văn công qua đời. Tần Mục công nhân vua Tấn mới mất bèn định đánh nước Trịnh là thuộc quốc của Tấn, vì có người muốn bán nước bèn sang nói với Tần Mục công nên tập kích nước Trịnh vì Trịnh đang sơ hở phòng bị. Tần Mục công hỏi ý Bách Lý Hề và Kiển Thúc nhưng hai ông khuyên không nên. Nhưng vua Tần không nghe lời, sai Mạnh Minh (con Bách Lý Hề),Tây Khất Thuật (con trai Kiển Thúc) và em của Thuật là Kiển Bính (tự Bạch Ất)  đi đánh nước Trịnh. Bách Lý Hề và Kiển Thúc ứa nước mắt khóc. Tần Mục công nổi giận, hỏi nguyên do. Bách Lý Hề và Kiển Thúc nói rằng do mình không còn gặp được con nữa nên khóc. Bách Lý Hề lại bảo con rằng lần này đi đánh Trịnh và Tấn sẽ thất bại. Quả nhiên sau đó, cả ba tướng bị quân nước Tấn bắt, tuy nhiên lại được tha về.
Bách Lý Hề cùng với Kiển Thúc, bộ đôi này đã đóng một vai trò quan trọng trong việc giúp Tần Mục công đưa nước Tần từ vị trí một chư hầu xa xôi hẻo lánh ở phía Tây bắc Trung Quốc vươn lên địa vị bá chủ thời Xuân Thu, trở thành một trong Ngũ bá. Sống khiêm nhường, tận tụy, khoan dung với dân, ông được người đời sau ca tụng.
Sau không rõ Bách Lý Hề mất năm nào và thọ bao nhiêu tuổi. Sử sách xác nhận ông hoạt động từ thời Tề Vô Tri năm 686 TCN đến khoảng năm 628 TCN thời Tần Mục công, tất cả gần 60 năm.

## Đánh giá
Sử ký Tư Mã Thiên có chép lại những lời bình luận của đời sau về Bách Lý Hề như sau:
- Tần là nước nhỏ, nhưng có chí lớn. Tuy nó ở nơi hẻo lánh nhưng chính trị của nó đúng đắn. Tần Mục công cùng Bách Lý Hề bàn chính sự suốt ba ngày, rồi trao quyền chính cho ông ta. Nếu làm như thế thì nghiệp bá vẫn còn nhỏ đấy.[11] (lời nhận xét của Khổng Tử)
- "Ngũ Cổ đại phu quê ở đất Kinh, nghe tin Tần Mục công là vua hiền, muốn yết kiến nhưng đi không có tiền, phải bán mình cho người khách ở Tần, mặc áo cộc chăn dê. Được một năm, Tần Mục công biết đến, cất nhắc từ dưới miệng trâu mà đặt trên đầu trăm họ, nước Tần không ai dám oán trách. Làm tể tướng sáu bảy năm, phía đông đánh Trịnh, ba lần lập vua nước Tấn, một lần cứu họa nước Sở, thi hành giáo hóa ở trong bờ cõi, làm cho người đất Ba đến nộp đồ cống, đức ban ra các chư hầu và các rợ Nhung đều theo phục. Do Dư nghe vậy, đến cửa thuyết xin yết kiến. Ngũ Cổ đại phu làm tướng nước Tần, lúc mệt không ngồi xe, lúc nắng không che lọng, đi ở trong nước không có xe tùy tùng, không có người mang giáo mác hộ vệ, công lao ghi vào sử sách, đức hạnh lưu lại đời sau. Khi Ngũ Cổ đại phu chết, trai gái nước Tần chảy nước mắt, trẻ con không ca hát, người giã gạo không hò, đức của Ngũ Cổ đại phu là như thế."[12] (lời nhận xét của Triệu Lương, khi so sánh ông với Thương Ưởng).

## Ảnh hưởng trong văn hóa dân gian
Trong nghệ thuật Đàn ca tài tử của Miền Nam Việt Nam có bản tổ Tứ Đại Oán do nhạc sư Trần Quang Quờn sáng tác, lời đầu tiên ông viết cho thể điệu này mang tên Bá Lý Hề, chính là lấy điển tích của nhân vật lịch sử này vậy, bài hát này đã gắn liền với tên tuổi của nghệ nhân dân gian Bạch Huệ.